# 圣欧班多比涅
圣欧班多比涅（法語：Saint-Aubin-d'Aubigné，法語發音：[sɛ̃.t‿obɛ̃ dobiɲe]，意为“欧比涅的圣欧班”）是法国伊勒-维莱讷省的一个市镇，位于该省中北部，属于雷恩区。

## 地理
圣欧班多比涅（48°15'44"N, 1°36'22"W）面积23.52 平方千米，位于法国布列塔尼大區伊勒-维莱讷省，该省份为法国西北部沿海省份，位于布列塔尼半岛东部，北濒大西洋，西接阿摩尔滨海省和莫尔比昂省，南至大西洋卢瓦尔省，西南端接曼恩-卢瓦尔省，东临马耶讷省，东北与芒什省接壤。
与圣欧班多比涅接壤的市镇（或旧市镇、城区）包括：昂杜耶-讷维尔、伊莱河畔沙内、舍韦涅、利夫雷附近埃尔塞、加阿尔、穆阿泽、伊勒河畔圣日耳曼、伊勒河畔圣梅达尔。

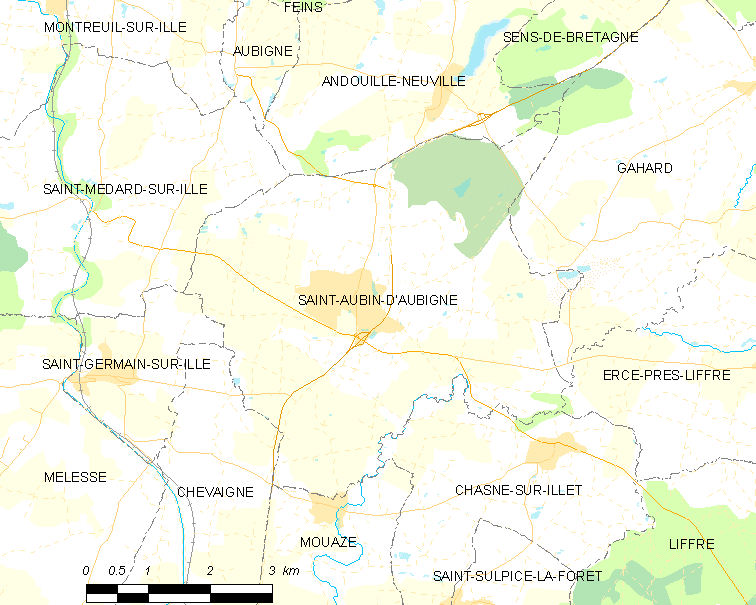
圣欧班多比涅的OSM定位图

圣欧班多比涅的时区为UTC+01:00、UTC+02:00（夏令时）。

## 行政
圣欧班多比涅的邮政编码为35250，INSEE市镇编码为35251。

## 政治
圣欧班多比涅所属的省级选区为瓦勒库埃农县。

## 人口

1962-2008年间圣欧班多比涅人口变化图示

圣欧班多比涅于2022年1月1日时的人口数量为4231人。